# Legend of the Liquid Sword
Legend of the Liquid Sword ist das vierte Studioalbum des US-amerikanischen Rappers GZA. Es erschien am 10. Dezember 2002 über die Labels MCA Records und Universal Music Group.

## Titelliste
1. Intro (mit Young Justice) – 0:42
2. AutoBio – 3:54
3. Did Ya Say That? – 3:54
4. Silent (mit Ghostface Killah und Streetlife) – 2:41
5. Knock, Knock – 3:34
6. Stay In Line (mit Santi White) – 4:02
7. Animal Planet – 4:16
8. Fam (Members Only) (mit Masta Killa und RZA) – 4:10
9. Legend of the Liquid Sword (mit Anthony Allen) – 3:37
10. Fame – 3:45
11. Highway Robbery (mit Governor Two’s) – 4:00
12. Luminal – 2:59
13. Sparring Minds (mit Inspectah Deck) – 2:48
14. Rough Cut (mit 12 O’Clock, Armel und Prodigal Sunn) – 3:05
15. Uncut Material – 2:58

## Rezeption

### Charts
Legend of the Liquid Sword erreichte Platz 75 der Billboard 200. Es konnte sich sieben Wochen in den US-amerikanischen Album-Charts halten.

### Kritik
Die deutsche E-Zine Laut.de bewertete Legend of the Liquid Sword mit vier von möglichen fünf Punkten. Aus Sicht des Redakteurs Stefan Johannesberg bewege sich GZA lyrisch auf „hohem Niveau“. Dabei seien „weniger inhaltsschwangere Themen eines Nas oder Krs-One“ die Passion des Rappers, sondern „komplexe Wortspielereien in Sachen Battle-Texte“. Musikalisch weise Legend of the Liquid Sword „eher Parallelen“ zu GZAs Album Beneath The Surface als zu Liquid Swords auf. Bei den Produktionen handele es sich um „klare, fast zu glatt produzierte Beats“, die „modern arrangierte[…] Soul-Samples im Synthie-Gewande“ enthalten. Die mit Ausnahme eines Stücks fehlende Mitarbeit von RZA sei negativ spürbar.